# Myristica concinna
Myristica concinna är en tvåhjärtbladig växtart som beskrevs av James Sinclair.
Myristica concinna ingår i släktet Myristica och familjen Myristicaceae. Inga underarter finns listade i Catalogue of Life.